# The Best (album de t.A.T.u.)
Pour les articles homonymes, voir Best.
Albums de t.A.T.u.
Lioudi invalidy
(2005) Vessiolyïe oulybki
(2008)
The Best est une compilation qui comprend tous les grands succès du duo féminin russe t.A.T.u.. Elle est sortie en 2006.

## Liste des titres
| 1.    | All About Us                                                                 | 3:01 |
| 2.    | All the Things She Said                                                      | 3:32 |
| 3.    | Not Gonna Get Us                                                             | 4:20 |
| 4.    | How Soon Is Now?                                                             | 3:14 |
| 5.    | Loves Me Not                                                                 | 2:54 |
| 6.    | Friend or Foe (Radio Edit)                                                   | 3:06 |
| 7.    | Gomenasai                                                                    | 3:42 |
| 8.    | Null & Void                                                                  | 4:25 |
| 9.    | Cosmos (Outer Space) (She Wants Revenge Remix)                               | 5:36 |
| 10.   | Show Me Love (Radio Edit)                                                    | 3:49 |
| 11.   | Craving (I Only Want What I Can't Have) (Bollywood Mix)                      | 4:08 |
| 12.   | Ne ver', ne boysia, ne prosi (Не верь, не бойся, не проси) (Eurovision 2003) | 3:02 |
| 13.   | 30 Minutes                                                                   | 3:16 |
| 14.   | Divine (Extended Version)                                                    | 3:17 |
| 15.   | Perfect Enemy                                                                | 4:09 |
| 16.   | All the Things She Said (Dave Audé Remix Edit))                              | 5:15 |
| 17.   | Lioudi invalidy (Люди инвалиды) (Russian Radio Remix)                        | 3:22 |
| 18.   | Loves Me Not (Glam As You Mix Radio Edit)                                    | 3:11 |
| 19.   | Nas ne dagoniat (Нас не догонят) (Not Gonna Get Us Russian Version)          | 4:21 |
| 20.   | Ya soshla s uma (Я сошла с ума) (All the Things She Said Russian Version)    | 3:34 |
| 42:19 |                                                                              |      |

## Classements
| Classement (2006) | Meilleure position |
| ----------------- | ------------------ |
| Italie (FIMI)     | 88                 |
| Japon (Oricon)    | 204                |
| Taiwan (G-Music)  | 11                 |